# Dave Lee (Pianist)
David „Dave“ Lee (*  12. August 1926 in London als David Cyril Aarons) ist ein britischer Jazzpianist und Filmkomponist.

## Leben und Wirken
Lee begann als Jugendlicher in Whitley Bay in lokalen Bands zu spielen. Bereits 1942 führte er den Poll des Melody Maker als bester neuer Pianist an. 1947 zog er nach Südafrika, wo er in den Nachtclubs von Port Elizabeth und Johannesburg spielte und am Johannesburg Conservatory of Music seinen Bachelor machte. 1954 überredete Johnny Dankworth, mit ihm als Arrangeur und Pianist seiner Band nach Großbritannien zurückzukehren. Er trat auch mit Buddy Tate, Jack Parnell und Sonny Terry/Brownie McGhee auf. Seit 1959 leitete er ein eigenes Trio, mit dem er mehrere Alben einspielte. Sein Album New Big Band frpm Britain war sechs Wochen in den Top Ten von Cashbox. Er arrangierte für Norman Wisdom, Benny Hill und Judy Garland, für die er auch als musikalischer Leiter firmierte.
Als Komponist schrieb er die Musik für Filme wie The Solid Gold Cadillac (1956) und Masque of the Red Death (1964), aber auch das Musical Our Man Crichton (1964). Auch schrieb er mit Texter Herbert Kretzmer Popsongs, wie Bangers and Mash (1961, interpretiert von Peter Sellers), Goodness Gracious Me (1960, für Peter Sellers und Sophia Loren) und Kinky Boots (1990, für Honor Blackman und Patrick Macnee). 1983 wurde er als BBC Jazz Society Musician of the Year gefeiert. In den 1990er Jahren war er einer der Gründer des britischen Jazzradiosenders Jazz FM.

## Lexikalischer Hinweis
- Ian Carr, Digby Fairweather, Brian Priestley: Rough Guide Jazz. Der ultimative Führer zur Jazzmusik. 1700 Künstler und Bands von den Anfängen bis heute. Metzler, Stuttgart/Weimar 1999, ISBN 3-476-01584-X.